# Nied (Francoforte sul Meno)
Nied è un quartiere (Stadtteil) della città di Francoforte sul Meno, appartenente al distretto di Frankfurt-West.